# Melochia bissei
Melochia bissei är en malvaväxtart som beskrevs av A. Rodríguez Fuentes. Melochia bissei ingår i släktet Melochia och familjen malvaväxter. Inga underarter finns listade i Catalogue of Life.